# Плоска-Могила
Плоска-Могила (болг. Плоска могила) — село в Болгарии. Находится в Старозагорской области, входит в общину Стара-Загора. Население составляет 314 человек.

## Политическая ситуация
В местном кметстве Плоска-Могила, в состав которого входит Плоска-Могила, должность кмета (старосты) исполняет Георги Атанасов Георгиев (Болгарская социалистическая партия (БСП)) по результатам выборов правления кметства.
Кмет (мэр) общины Стара-Загора — Светлин Танчев (Граждане за европейское развитие Болгарии (ГЕРБ)) по результатам выборов в правление общины.